# 224206 Pietchisson
224206 Pietchisson è un asteroide della fascia principale. Scoperto nel 2005, presenta un'orbita caratterizzata da un semiasse maggiore pari a 2,3864430 UA e da un'eccentricità di 0,1561694, inclinata di 6,09410° rispetto all'eclittica.